# Delaware (Ohio)
Delaware es una ciudad ubicada en el condado de Delaware en el estado estadounidense de Ohio. En el Censo de 2010 tenía una población de 34753 habitantes y una densidad poblacional de 703,48 personas por km². Es la ciudad natal de Rutherford B. Hayes, 19º Presidente de los Estados Unidos, entre 1877 y 1881.

## Geografía
Delaware se encuentra ubicada en las coordenadas 40°17′12″N 83°4′30″O / 40.28667, -83.07500. Según la Oficina del Censo de los Estados Unidos, Delaware tiene una superficie total de 49.4 km², de la cual 49.09 km² corresponden a tierra firme y (0.64%) 0.32 km² es agua.

## Demografía
Según el censo de 2010, había 34753 personas residiendo en Delaware. La densidad de población era de 703,48 hab./km². De los 34753 habitantes, Delaware estaba compuesto por el 90.65% blancos, el 4.53% eran afroamericanos, el 0.19% eran amerindios, el 1.36% eran asiáticos, el 0.03% eran isleños del Pacífico, el 0.79% eran de otras razas y el 2.46% pertenecían a dos o más razas. Del total de la población el 2.54% eran hispanos o latinos de cualquier raza.
Había 13253 hogares, de los cuales 35.9% tenían hijos menores de edad de 18, y 48.7% eran parejas casadas viviendo juntos.